# Les Résultats du féminisme
Les Résultats du féminisme (Las Consecuencias del Feminismo) es un film francés de comedia muda del año 1906, dirigido por Alice Guy. Se rehízo en 1912 bajo el nombre "In the Year 2000" (En el año 2000).
Se trata de un cortometraje de siete minutos con varios sketches. La compañía productora es Gaumont.

## Argumento
Los papeles se invierten, Guy-Blanché postula un mundo al revés, donde hombres y mujeres intercambian sus roles, de modo que los hombres actúan como mujeres, adquiriendo el rol materno y de cuidado del hogar (planchar, coser, etc), mientras que las mujeres actúan como hombres, pasivas ante las obligaciones del hogar. Al final de la película los hombres, disconformes, se rebelan en contra de su sumisión y su rol.   